# Fuzhou (Jiangxi)
Fuzhou is een stadsprefectuur in het oosten van de zuidelijke provincie Jiangxi, Volksrepubliek China.